# Grevillea aquifolium
Grevillea aquifolium är en tvåhjärtbladig växtart som beskrevs av John Lindley. Grevillea aquifolium ingår i släktet Grevillea och familjen Proteaceae. Inga underarter finns listade i Catalogue of Life.